# Budapest zsidó temetőinek listája

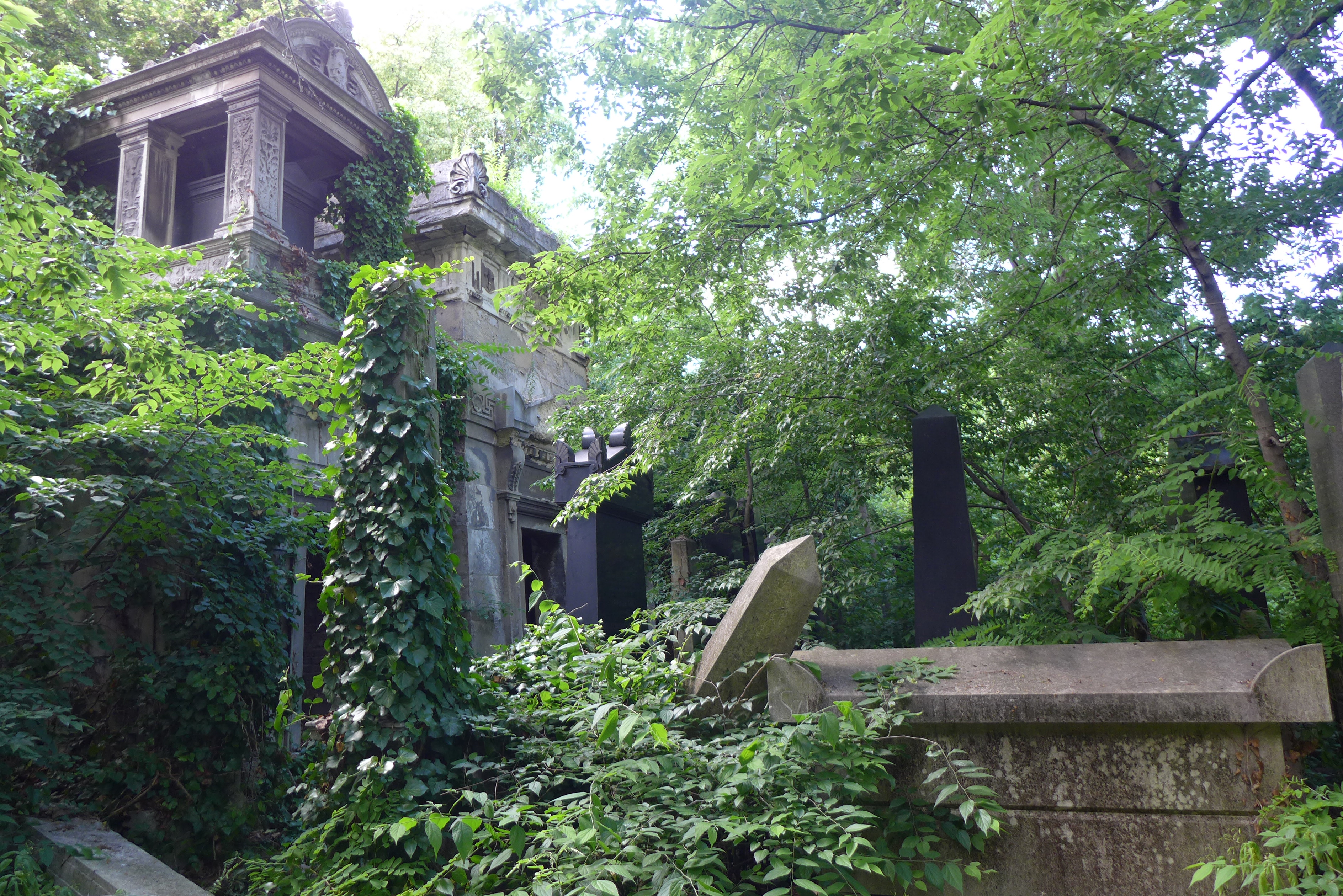
A Salgótarjáni utcai zsidó temető évtizedek óta használaton kívül van. A budapesti bezárt temetők nagy részével szemben azonban elkerülte a felszámolást: síremlékei napjainkban is állnak.

Az alábbi szócikk a budapesti zsidó temetők történetét mutatja be.

## Felszámolt zsidó temetők

### Buda középkori zsidó temetői
A középkori budai zsidó temető a mai Alagút utca és Pauler utca sarkán helyezkedett el, az egykori városfalon kívül. Feltárására 1894-ben került sor, legrégebbi sírköve (1278) eredeti helyén került elő, a név rajta: R(av) Peszah b(en) r(av) Peter, azaz „Peszah úr, Péter úr fia”. Körülbelül a 15. századig volt használatban, a ma ismert legkésőbbi sírköve 1492-ből való. A temetőről több középkori és egy újkori írásos emlék maradt fenn; 1713-ban egy III. Károly királynak írt felségfolyamodványban hivatkoztak a temető sírköveire a budai zsidók.
A török hódoltság ideje alatt feltételezhetően az akkori Judengasse, mai Táncsics utca közelében, a várfalon kívül volt a zsidó temető. Ennek sírköveit később házakba beépítve találták meg, illetve a Mátyás-templom Szent István kápolnájában és a volt Karmelita kolostorban.

### Óbudai temetők[3]

##### Laktanya utca
Északra, a Zichy kastélyon túl és a városon kívül helyezkedett el. A területet 1737-ben vette meg a zsidó közösség a földesúrtól, és kb. az 1870-es évekig használták az itt kialakított temetőt; ide temették az 1831-es kolerajárvány zsidó áldozatait is. Az egykori római város területén helyezkedett el, részben ez is közrejátszhatott a bezárásában. Ma az óbudai lakótelep Duna felőli legdélibb házai állnak az egykori temető területén.

##### Pálvölgyi temető
Történeti rendben a második zsidó temető Óbudán, hivatalos neve Szépvölgyároki izraelita temető volt. 1831 és 1888 között volt használatban. Egy 1909-es térképen még fel van tüntetve a Szépvölgyi út bal oldalán. 1938 körül számolták fel végleg. A felszínen még az 1990-es években is lehetett találni építési törmelékben sírkődarabokra emlékeztető kődarabokat.

##### Öregtemető
Táborhegyi vagy Laborc utcai temetőnek is nevezik. 1888-tól kezdte el használni az óbudai zsidóság, de nem túl sokáig: 1909-ben az állandó talajmozgások miatt bezárták. Bezárása után az enyészeté lett, néhol beépítették, de javarészt benőtte a környezet. A háromosztatú orthodox szertartási épület az idő múlásával teljesen lepusztult, míg végül 1998-ban felújították és irodaépületté alakították. Részben az egykori zsidó temető területén is helyezkedik el az Óbudai Szabadidőpark.
A Külső Bécsi úti vagy Óbudai izraelita temető 1922-es megnyitása óta mind a mai napig használatban van, bezárásuk és felszámolásuk után ide temették át többek között a vízivárosi és a szépvölgyároki (mátyáshegyi) zsidó temetők halottait. A temető felavatásakor Schreiber Ignác rabbi (1881. január 25. – 1922. augusztus 1.) feltette a kérdést: Ki lesz az első, akit az új temetőbe fognak temetni? Néhány nappal később villamos ütötte el; a sors fintora, hogy ő maga lett az.

##### Vízivárosi zsidó temető
Mivel az 1700-as évek végére Buda lakosságának szüksége volt már egy új temetőre, ennek helyét a mai Kútvölgyi út – Szilágyi Erzsébet fasor – Virányos út között fekvő, ma főként erdős területen jelölték ki. Az 1785-ben megnyitott keresztény temető mellett kerítették el a Vízivárosi izraelita temetőt, melyet a 18. század végétől kb. 1885-ig használtak, de csak 1930 körül számoltak fel.

### Váci úti zsidó temető[6]
Más néven Aréna úti temető. Elődje, az 1788-tól használt temető nagyjából a mai Ferdinánd-híd és a Nyugati pályaudvar külső vágányainak területén helyezkedett el. Ezt 1838-ban felszámolták, helyén ma a vágányok és a híd mellett lakóházak és iskola található.
A Váci úti zsidó temetőt 1808-tól a Salgótarjáni utcai zsidó temető 1874-es megnyitásáig használták. 1874-re már több rétegben is betelt, közegészségügyi okokból bezárták. Bár felszámolásáról többször is döntött a főváros, véglegesen csak 1910-ben számolták fel. Az itteni sírokat és halottakat a Kozma utcai izraelita temetőben temették újra.

## Bezárt, de fel nem számolt zsidó temetők
| Fénykép | Név                                                                          | Kerület | Mai cím                                             | Létrejötte   | Megszűnése | Megjegyzés |
| ------- | ---------------------------------------------------------------------------- | ------- | --------------------------------------------------- | ------------ | ---------- | --- |
|         | Salgótarjáni utcai zsidó temető                                              | VIII.   | 1087 Budapest, Salgótarjáni utca 6.                 | 1874         | 1959       | A neológ zsidó temető fizikailag létezik, de igen lepusztult (életveszélyes) állapotok uralkodnak benne. Ez a létesítmény ad nyughelyet a XIX. század végi és XX. század eleji magyarországi zsidóság számos jelentős személyiségének, ezzel Magyarország egyik legjelentősebb zsidó temetője. Monumentális funerális építészete művészetileg kiemelkedőnek számít. |
|         | Csörsz utcai izraelita temető                                                | XII.    | 1124 Budapest, Csörsz utca 55.                      | 1880-as évek | 1961       | Ortodox zsidó temető, fizikailag létezik, de 1961 óta temetkezéshez nem használják. A város modern épületei teljesen körbenőtték, mellette fekszik a MOM Kulturális Központ. |
|         | Rákospalotai zsidó temető                                                    | XV.     | 1154 Budapest, Szentmihályi út 111.                 |              |            | Régi, időnként látogatott temető, a sírok egy részét ellopták. |
|         | Rákosszentmihályi zsidó temető                                               | XVI.    | 1162 Budapest, Bártfa utca 14.                      |              |            | Régi, nem látogatott temető. |
|         | Rákoscsabai zsidó temető                                                     | XVII.   | 1172 Budapest, Inda u. 1172.                        |              |            | A temető teljesen elhagyatott, látogatni nem szokták. |
|         | Bocskai utcai zsidó temető                                                   | XVII.   | 1174 Budapest, Bocskai István utca 56.              |              |            | A temetőt a terület gondnoka tartja rendben. Néhány éve már nem látogatják hozzátartozók a temetőt. |
|         | Ferihegyi zsidó temető                                                       | XVII.   | 1173 Budapest, Napkelet köz                         |              |            | |
|         | Pestlőrinci zsidó temető Sallai Imre (ma: Cziffra György) utcai zsidó temető | XVIII.  | 1182 Budapest, Cziffra György (Sallai Imre) u. 113. |              |            | A temetőt már nem látogatják hozzátartozók. |
|         | Nagytétényi zsidó temető                                                     | XXII.   | 1225 Budapest, Szentháromság u. 42.                 |              |            | Régi, használaton kívüli temető, mely azonban jó állapotban van, és területe rendezett. |
|         | Soroksári zsidó temető                                                       | XXIII.  |                                                     |              |            | A temetőt már nem látogatják, hiszen már csak csekély számú idős külföldi hozzátartozói vannak az ott nyugvóknak. A temetőt rendszeresen karban tartják, az összképet csupán a szomszédos önkormányzati temető melletti szeméttárolók környékén hagyott hulladék rontja.                                                                                            |

## Működő zsidó temetők

### III. kerület
| Fénykép | Név                 | Cím                                | Létrejötte | Területe | Tulajdonos                                 | Megjegyzés | A középpont koordinátái |
| ------- | ------------------- | ---------------------------------- | ---------- | -------- | ------------------------------------------ | ---------- | ----------------------- |
|         | Óbudai zsidó temető | 1037 Budapest, Külső Bécsi út 369. | 1922       | n. a.    | Magyarországi Zsidó Hitközségek Szövetsége |            |                         |

### X. kerület
| Fénykép | Név                                                              | Cím                             | Létrejötte | Területe | Tulajdonos                                         | Megjegyzés                                            | A középpont koordinátái                                      |
| ------- | ---------------------------------------------------------------- | ------------------------------- | ---------- | -------- | -------------------------------------------------- | ----------------------------------------------------- | ------------------------------------------------------------ |
|         | Kozma utcai izraelita temető                                     | 1108 Budapest, Kozma utca 6.    | 1893       | n. a.    | Magyarországi Zsidó Hitközségek Szövetsége         | Magyarország legnagyobb zsidó temetője.               | é. sz. 47° 28′ 51″, k. h. 19° 11′ 03″47.480833°N 19.184167°E |
|         | Gránátos utcai izraelita temető (Csucsor utcai izraelita temető) | 1108 Budapest, Csucsor utca 12. | 1927       | n. a.    | Magyarországi Autonóm Orthodox Izraelita Hitközség | Az egyetlen működő budapesti ortodox izraelita temető | é. sz. 47° 28′ 56″, k. h. 19° 10′ 46″47.482222°N 19.179444°E |

### XII. kerület
| Fénykép | Név                         | Cím                       | Létrejötte | Területe | Tulajdonos                                 | Megjegyzés | A középpont koordinátái |
| ------- | --------------------------- | ------------------------- | ---------- | -------- | ------------------------------------------ | ---------- | ----------------------- |
|         | Farkasréti izraelita temető | 1121 Budapest, Érdi út 9. | 1895       | n. a.    | Magyarországi Zsidó Hitközségek Szövetsége |            |                         |

### XIX. kerület
| Fénykép | Név                       | Cím                                 | Létrejötte | Területe | Tulajdonos                                 | Megjegyzés                                   | A középpont koordinátái |
| ------- | ------------------------- | ----------------------------------- | ---------- | -------- | ------------------------------------------ | -------------------------------------------- | ----------------------- |
|         | Kispesti izraelita temető | 1194 Budapest, Puskás Ferenc u. 18. | n. a.      | n. a.    | Magyarországi Zsidó Hitközségek Szövetsége | A kispesti temetőn belül ma is működő temető |                         |

### XX. kerület
| Fénykép | Név                        | Cím                       | Létrejötte | Területe | Tulajdonos                                 | Megjegyzés                               | A középpont koordinátái                                      |
| ------- | -------------------------- | ------------------------- | ---------- | -------- | ------------------------------------------ | ---------------------------------------- | ------------------------------------------------------------ |
|         | Pesterzsébeti zsidó temető | 1201 Budapest, Temető sor | n. a.      | n. a.    | Magyarországi Zsidó Hitközségek Szövetsége | A Pesterzsébeti temetőn belül található. | é. sz. 47° 24′ 54″, k. h. 19° 07′ 16″47.415000°N 19.121111°E |

### XXI. kerület
| Fénykép | Név                  | Cím                               | Létrejötte | Területe | Tulajdonos                                 | Megjegyzés                                       | A középpont koordinátái |
| ------- | -------------------- | --------------------------------- | ---------- | -------- | ------------------------------------------ | ------------------------------------------------ | ----------------------- |
|         | Csepeli zsidó temető | 1211 Budapest, Nefelejcs utca 11. | n. a.      | n. a.    | Magyarországi Zsidó Hitközségek Szövetsége | A temetőt hozzátartozók rendszeresen látogatják. |                         |

### XXII. kerület
| Fénykép | Név                   | Cím                          | Létrejötte | Területe | Tulajdonos                                 | Megjegyzés                                                     | A középpont koordinátái                                |
| ------- | --------------------- | ---------------------------- | ---------- | -------- | ------------------------------------------ | -------------------------------------------------------------- | ------------------------------------------------------ |
|         | Budafoki zsidó temető | 1222 Budapest, Temető u. 12. | n. a.      | n. a.    | Magyarországi Zsidó Hitközségek Szövetsége | A Budafoki temetőn belül található. Nagyon kevesen látogatják. | é. sz. 47,4240°, k. h. 19,0316°47.424000°N 19.031600°E |